# آنا کمپ
آنا کمپ (انگلیسی: Anna Ragsdale Camp؛ زادهٔ ۲۷ سپتامبر ۱۹۸۲ یک هنرپیشه اهل ایالات متحده آمریکا است. وی از سال ۲۰۰۵ میلادی تاکنون مشغول فعالیت بوده است.
از فیلم‌ها یا برنامه‌های تلویزیونی که وی در آن نقش داشته است می‌توان به خدمتکاران، جری و مارج پولدار می‌شوند، آوازخوان حرفه‌ای ۳، بزهکاران و خداحافظی با همه آن چیزها اشاره کرد.